# Un drink prima di uccidere
Un drink prima di uccidere è il primo romanzo di Dennis Lehane, edito nel 1994. È il primo della serie avente come protagonisti la coppia di investigatori Patrick Kenzie ed Angela Gennaro.
Nel 1995 ha vinto il premio Shamus come miglior opera prima.

## Trama
Il senatore Mulkern è un uomo potente, di quelli che sembrano poter spegnere il sole con un cenno della mano. Ma il suo potere non è senza ombre. E quando Jenna, una donna di colore che faceva le pulizie alla State House di Boston, scompare con alcuni documenti, Mulkern si rivolge ai detective Pat Kenzie e Angie Gennaro per rintracciarla. Roba che scotta, questioni politiche riservate, dice il senatore. Ma scovare quella donna significa decretarne la condanna a morte; e Jenna viene infatti freddata subito dopo aver dato a Kenzie una foto altamente compromettente. Il rifiuto di Pat di consegnare l'immagine scatena l'ira di Mulkern e, allo stesso tempo, di due delle principali bande di strada di Boston, che all'improvviso minacciano di infiammare la città. Scoprire il filo rosso che lega la State House ai due capibanda è l'unico modo per il detective di mettere fine a una guerra che si fa sempre più cruenta. Perché per strada c'è solo un modo di fare giustizia…

## Edizioni
- Dennis Lehane, Un drink prima di uccidere, traduzione di Barbara Murgia, collana Piemme Pocket, Piemme, 2005,  pp. 349, cap. 33, ISBN 88-384-8755-3.